# Světové bestsellery
Toto je Seznam světově nejprodávanějších knih. Čísla nemusí odpovídat realitě, většina z nich jsou pouze odhad.
| No. | Kniha                                                                         | Autor                                                                            | Jazyk originálu                           | Poprvé publikováno                            | Přibližně prodáno    |
| --- | ----------------------------------------------------------------------------- | -------------------------------------------------------------------------------- | ----------------------------------------- | --------------------------------------------- | -------------------- |
| 1   | Bible                                                                         | řada různých autorů (dle tradičního židovsko-křesťanského pohledu: Boží zjevení) | hebrejština, aramejština, řečtina (koine) | Johannes Gutenberg, první tisk přibližně 1455 | 4 miliardy           |
| 2   | 毛主席语录 (Citáty velkého Maa)                                               | Mao Ce-Tung                                                                      | čínština                                  | 1966                                          | 900 milionů          |
| 3   | القرآن (Korán)                                                                | Mohamed                                                                          | arabština                                 |                                               | 800 milionů          |
| 4   | Manifest der Kommunistischen Partei (Manifest komunistické strany)            | Karel Marx – Bedřich Engels                                                      | němčina                                   | 1848                                          | 500 milionů          |
| 5   | Book of Common Prayer (Kniha společných modliteb)                             | Thomas Cranmer                                                                   | angličtina                                | 1549                                          |                      |
| 6   | Pilgrim's Progress (Poutníkova cesta)                                         | John Bunyan                                                                      | angličtina                                | 1678                                          |                      |
| 7   | Foxe's Book of Martyrs (Foxova kniha mučedníků)                               | John Foxe                                                                        | angličtina                                | 1563                                          |                      |
| 8   | The Lord of the Rings (Pán prstenů)                                           | J. R. R. Tolkien                                                                 | angličtina                                | 1954/1955                                     | 150 milionů          |
| 9   | Book of Mormon (Kniha Mormon)                                                 | Joseph Smith, Jr.                                                                | angličtina                                | 1830                                          | 120 milionů          |
| 10  | Harry Potter and the Philosopher's Stone (Harry Potter a Kámen mudrců)        | Joanne Rowlingová                                                                | angličtina                                | 1997                                          | 107 milionů          |
| 11  | Scouting for Boys (Skauting pro chlapce)                                      | Robert Baden-Powell                                                              | angličtina                                | 1908                                          | více než 100 milionů |
| 12  | Think and Grow Rich (Myšlením k bohatství)                                    | Napoleon Hill                                                                    | angličtina                                | 1918                                          | 100 milionů          |
| 13  | And Then There Were None (Deset malých černoušků)                             | Agatha Christie                                                                  | angličtina                                | 1939                                          | 100 milionů          |
| 14  | Harry Potter and the Half-Blood Prince (Harry Potter a princ dvojí krve)      | Joanne Rowlingová                                                                | angličtina                                | 2005                                          | 65 milionů           |
| 15  | The Da Vinci Code (Šifra mistra Leonarda)                                     | Dan Brown                                                                        | angličtina                                | 2003                                          | 65 milionů           |
| 16  | Harry Potter and the Chamber of Secrets (Harry Potter a Tajemná komnata)      | Joanne Rowlingová                                                                | angličtina                                | 1998                                          | 60 milionů           |
| 17  | The Catcher in the Rye (Kdo chytá v žitě)                                     | J. D. Salinger                                                                   | angličtina                                | 1951                                          | 60 milionů           |
| 18  | Harry Potter and the Order of the Phoenix (Harry Potter a Fénixův řád)        | Joanne Rowlingová                                                                | angličtina                                | 2003                                          | 55 milionů           |
| 19  | Harry Potter and the Prisoner of Azkaban (Harry Potter a vězeň z Azkabanu)    | Joanne Rowlingová                                                                | angličtina                                | 1999                                          | 55 milionů           |
| 20  | Harry Potter and the Goblet of Fire (Harry Potter a Ohnivý pohár)             | Joanne Rowlingová                                                                | angličtina                                | 2000                                          | 55 milionů           |
| 21  | Watership Down (Daleká cesta za domovem)                                      | Richard Adams                                                                    | angličtina                                | 1972                                          | 50 milionů           |
| 22  | Ben-Hur: A Tale of the Christ (Ben Hur: Příběh Kristův)                       | Lew Wallace                                                                      | angličtina                                | 1880                                          | 50 milionů           |
| 23  | Heidis Lehr- und Wanderjahre (Heidi, děvčátko z hor)                          | Johanna Spyri                                                                    | němčina                                   | 1880                                          | 50 milionů           |
| 24  | The Curse of Capistrano (Zorro)                                               | Johnston McCulley                                                                | angličtina                                | 1920                                          | 50 milionů           |
| 25  | Le Petit Prince (Malý princ)                                                  | Antoine de Saint-Exupéry                                                         | francouzština                             | 1943                                          | 50 milionů           |
| 26  | The Common Sense Book of Baby and Child Care (Péče o dítě)                    | Dr. Benjamin Spock                                                               | angličtina                                | 1946                                          | 50 milionů           |
| 27  | O Alquimista (Alchymista)                                                     | Paulo Coelho                                                                     | portugalština                             | 1988                                          | 50 milionů           |
| 28  | Charlotte's Web (Šarlotina pavučinka)                                         | E.B. White                                                                       | angličtina                                | 1952                                          | 45 milionů           |
| 29  | The Tale of Peter Rabbit (Pohádka o Petru Králíkovi)                          | Beatrix Potterová                                                                | angličtina                                | 1902                                          | 45 milionů           |
| 30  | Jonathan Livingston Seagull (Jonathan Livingston Racek)                       | Richard Bach                                                                     | angličtina                                | 1970                                          | 40 milionů           |
| 31  | A Message to Garcia (Poselství Garciovi)                                      | Elbert Hubbard                                                                   | angličtina                                | 1899                                          | 40 milionů           |
| 32  | Cien Años de Soledad (Sto roků samoty)                                        | Gabriel García Márquez                                                           | španělština                               | 1967                                          | 36 milionů           |
| 33  | Le avventure di Pinocchio. Storia di un burattino (Pinocchiova dobrodružství) | Carlo Collodi                                                                    | Italština                                 | 1881                                          | 35 milionů           |
| 34  | The Late, Great Planet Earth (Pozdě, velká planeto Země)                      | Hal Lindsey, C. C. Carlson                                                       | angličtina                                | 1970                                          | 35 milionů           |
| 35  | Your Erroneous Zones (Vaše bludy)                                             | Wayne W. Dyer                                                                    | angličtina                                | 1976                                          | 34 milionů           |
| 36  | Westminster Shorter Catechism (Westminsterský kratší katechismus)             | Skotská církev                                                                   | angličtina                                | 1647                                          |                      |
| 37  | In His Steps: What Would Jesus Do? (V Jeho šlépějích aneb Co by dělal Ježíš?) | Charles M. Sheldon                                                               | angličtina                                | 1896                                          | 31 milionů           |
| 38  | Oxford Advanced Learner's Dictionary (výkladový slovník)                      | A. S. Hornby                                                                     | angličtina                                | 1948                                          | 30 milionů           |
| 39  | To Kill a Mockingbird (Jako zabít ptáčka)                                     | Harper Leeová                                                                    | angličtina                                | 1960                                          | 30 milionů           |
| 40  | Valley of the Dolls (Údolí panenek)                                           | Jacqueline Susann                                                                | angličtina                                | 1966                                          | 30 milionů           |
| 41  | The Thorn Birds (Ptáci v trní)                                                | Colleen McCullough                                                               | angličtina                                | 1977                                          | 30 milionů           |
| 42  | The Book of Virtues: A Treasury of Great Moral Stories                        | William J. Bennett                                                               | angličtina                                | 1993                                          | 30 milionů           |
| 43  | Daily Light on the Daily Path (denní biblická zamyšlení)                      | Jonathan and Samuel Bagster                                                      | angličtina                                | 1875                                          |                      |
| 44  | My Utmost for His Highest (To nejlepší pro Jeho slávu)                        | Oswald Chambers                                                                  | angličtina                                | 1935                                          |                      |
| 45  | Gone with the Wind (Jih proti Severu)                                         | Margaret Mitchellová                                                             | angličtina                                | 1936                                          | 28 milionů           |
| 46  | Uncle Tom's Cabin (Chaloupka strýčka Toma)                                    | Harriet Elizabeth Beecher-Stoweová                                               | angličtina                                | 1852                                          | 28 milionů           |